# Середич, Иван Михайлович
Иван Михайлович Середич — советский хозяйственный и государственный деятель, Герой Социалистического Труда.

## Биография
Родился в 1928 году в деревня Заборовцы Пинского повята Полесского воеводства. Член КПСС.
С 1950 по 1958 год — тракторист Логишинской тракторной станции. С 1958 года — тракторист, с 1964 года — бригадир механизированного отряда колхоза имени Кирова Пинского района Брестской области Белорусской ССР.
Указом Президиума Верховного Совета СССР от 31 декабря 1965 года присвоено звание Героя Социалистического Труда с вручением ордена Ленина и золотой медали «Серп и Молот».
В 2006 году за особые заслуги в развитии сельскохозяйственного производства в Пинском районе ему присвоено звание «Почётный гражданин Пинского района».
Умер в 2007 году.

## Награды и звания
- Герой Социалистического Труда (31.12.1965)
- Орден Ленина (31.12.1965)
- Орден Октябрьской Революции (08.12.1973)